# Scraptia binhana
Scraptia binhana là một loài bọ cánh cứng trong họ Scraptiidae. Loài này được Pic miêu tả khoa học năm 1927.